# Saint-Vincent-d'Autéjac
Pour les articles homonymes, voir Saint-Vincent.
Saint-Vincent-d'Autéjac est une commune française, anciennement nommée Saint-Vincent, située dans le nord du département de Tarn-et-Garonne en région Occitanie. Sur le plan historique et culturel, la commune est dans le Quercy Blanc, correspondant à la partie méridionale du Quercy, devant son nom à ses calcaires lacustres du Tertiaire.
Exposée à un climat océanique altéré, elle est drainée par le Petit Lembous, le ruisseau de mirabel, le ruisseau de Paris et par divers autres petits cours d'eau.
Saint-Vincent-d'Autéjac est une commune rurale qui compte 283 habitants en 2022, après avoir connu un pic de population de 687 habitants en 1856.  Ses habitants sont appelés les Autéjaciens ou  Autéjaciennes.

## Géographie

### Localisation
Commune située à 6 km à l'ouest de Caussade.

### Communes limitrophes
Les communes limitrophes sont  Auty, Caussade, Mirabel, Molières, Montalzat et Réalville.
| Molières | Auty                    | Montalzat |
| Mirabel  | Saint-Vincent-d'Autéjac | Caussade  |
|          | Réalville               |           |

### Hydrographie

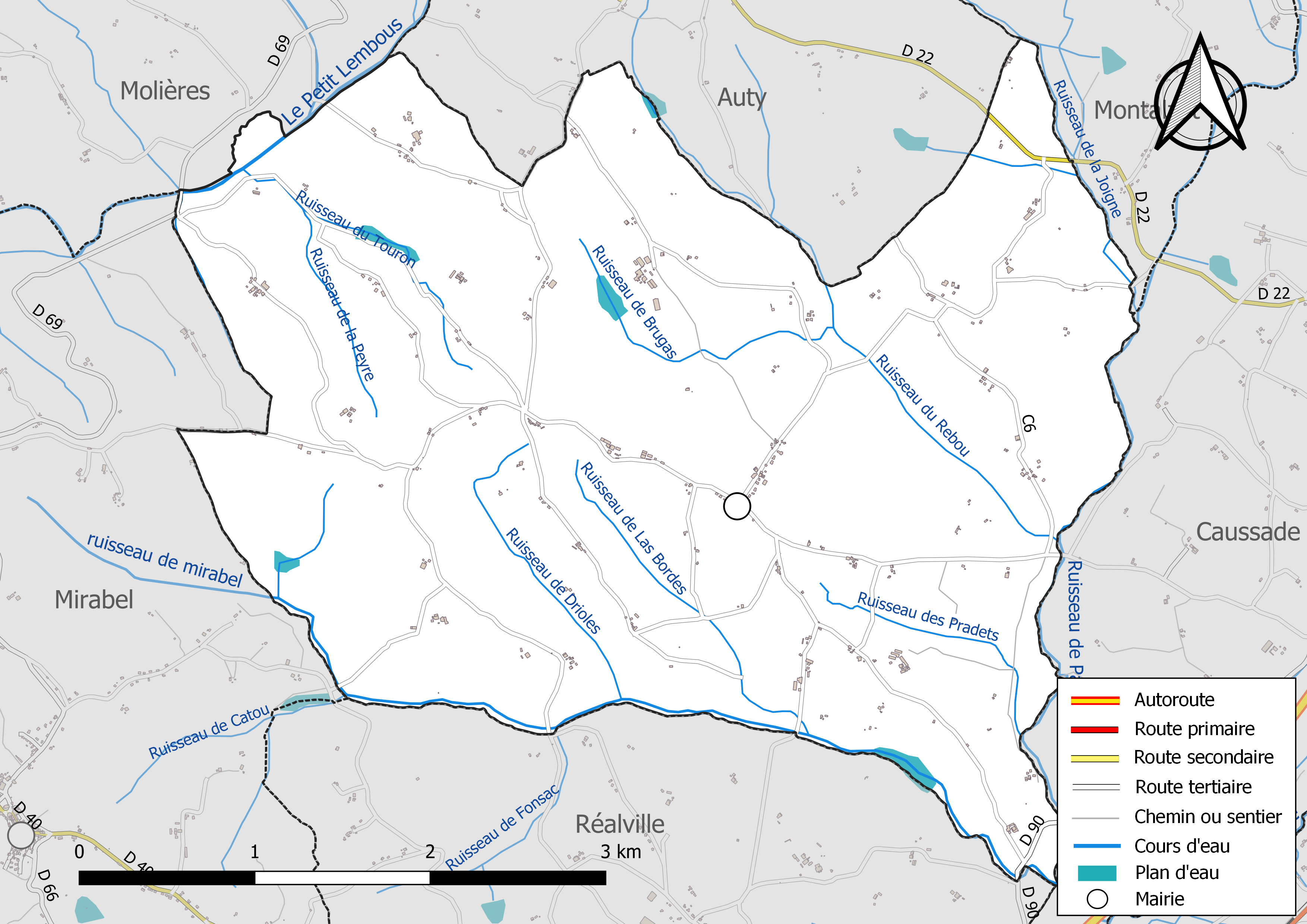
Réseaux hydrographique et routier de Saint-Vincent-d'Autéjac.

La commune est dans le bassin versant de la Garonne, au sein du bassin hydrographique Adour-Garonne. Elle est drainée par le Petit Lembous, le ruisseau de Mirabel, le ruisseau de Paris, le ruisseau de Brugas, le ruisseau de Catou, le ruisseau de Drioles, le ruisseau de Fonsac, le ruisseau de la Joigne, le ruisseau de la Peyre, le ruisseau de Las Bordes, le ruisseau des Pradets, le ruisseau du Rebou, le ruisseau du Touron et par divers petits cours d'eau, constituant un réseau hydrographique de 22 km de longueur totale,.
Le Petit Lembous, d'une longueur totale de 19,9 km, prend sa source dans la commune de Montpezat-de-Quercy et s'écoule du nord-est au sud-ouest. Il traverse la commune et se jette dans le Lemboulas à Puycornet, après avoir traversé 8 communes.

### Climat
Pour des articles plus généraux, voir Climat de l'Occitanie et Climat de Tarn-et-Garonne.
En 2010, le climat de la commune est de type climat du Bassin du Sud-Ouest, selon une étude du Centre national de la recherche scientifique s'appuyant sur une série de données couvrant la période 1971-2000. En 2020, Météo-France publie une typologie des climats de la France métropolitaine dans laquelle la commune est exposée à un climat océanique altéré et est dans la région climatique Aquitaine, Gascogne, caractérisée par une pluviométrie abondante au printemps, modérée en automne, un faible ensoleillement au printemps, un été chaud (19,5 °C), des vents faibles, des brouillards fréquents en automne et en hiver et des orages fréquents en été (15 à 20 jours).
Pour la période 1971-2000, la température annuelle moyenne est de 13 °C, avec une amplitude thermique annuelle de 15,9 °C. Le cumul annuel moyen de précipitations est de 796 mm, avec 10,2 jours de précipitations en janvier et 6 jours en juillet. Pour la période 1991-2020, la température moyenne annuelle observée sur la station météorologique installée sur la commune est de 13,9 °C et le cumul annuel moyen de précipitations est de 771,1 mm. 
La température maximale relevée sur cette station est de 41,5 °C, atteinte le 23 août 2023 ; la température minimale est de −13 °C, atteinte le 9 février 2012,,.
| Mois                                  | jan.          | fév.         | mars        | avril           | mai           | juin        | jui.           | août          | sep.        | oct.          | nov.            | déc.           | année     |
| ------------------------------------- | ------------- | ------------ | ----------- | --------------- | ------------- | ----------- | -------------- | ------------- | ----------- | ------------- | --------------- | -------------- | --------- |
| Température minimale moyenne (°C)     | 2,4           | 2,3          | 4,7         | 7,2             | 10,5          | 14,1        | 15,9           | 15,7          | 12,4        | 9,9           | 5,6             | 3,1            | 8,6       |
| Température moyenne (°C)              | 6             | 6,8          | 10,1        | 12,8            | 16,4          | 20,2        | 22,3           | 22,3          | 18,7        | 15,1          | 9,5             | 6,5            | 13,9      |
| Température maximale moyenne (°C)     | 9,5           | 11,3         | 15,5        | 18,4            | 22,2          | 26,4        | 28,7           | 28,9          | 24,9        | 20,2          | 13,4            | 10             | 19,1      |
| Record de froid (°C) date du record   | −9,5 13.01.03 | −13 09.02.12 | −9 01.03.05 | −2,5 15.04.1994 | 1,5 06.05.19  | 5 01.06.06  | 8,5 09.07.1996 | 8 30.08.1996  | 3 18.09.01  | −3,5 25.10.03 | −7,5 17.11.07   | −10,9 16.12.01 | −13 2012  |
| Record de chaleur (°C) date du record | 19 05.01.1999 | 24 27.02.19  | 26 24.03.01 | 30 30.04.05     | 35,5 29.05.01 | 41 27.06.19 | 39,9 18.07.22  | 41,5 23.08.23 | 36 12.09.16 | 33,4 01.10.23 | 25,5 20.11.1994 | 19 08.12.10    | 41,5 2023 |
| Précipitations (mm)                   | 65,8          | 51,3         | 55          | 77,2            | 76,9          | 69,3        | 49,9           | 58,8          | 60,7        | 63,9          | 71,6            | 70,7           | 771,1     |

| Diagramme climatique                                  |             |           |             |              |              |              |              |              |             |             |           |
| J                                                     | F           | M         | A           | M            | J            | J            | A            | S            | O           | N           | D         |
| 9,52,465,8                                            | 11,32,351,3 | 15,54,755 | 18,47,277,2 | 22,210,576,9 | 26,414,169,3 | 28,715,949,9 | 28,915,758,8 | 24,912,460,7 | 20,29,963,9 | 13,45,671,6 | 103,170,7 |
| Moyennes : • Temp. maxi et mini °C • Précipitation mm |             |           |             |              |              |              |              |              |             |             |           |

Les paramètres climatiques de la commune ont été estimés pour le milieu du siècle (2041-2070) selon différents scénarios d'émission de gaz à effet de serre à partir des nouvelles projections climatiques de référence DRIAS-2020. Ils sont consultables sur un site dédié publié par Météo-France en novembre 2022.

### Milieux naturels et biodiversité
Aucun espace naturel présentant un intérêt patrimonial n'est recensé sur la commune dans l'inventaire national du patrimoine naturel,,.

## Urbanisme

### Typologie
Au 1er janvier 2024, Saint-Vincent-d'Autéjac est catégorisée commune rurale à habitat très dispersé, selon la nouvelle grille communale de densité à sept niveaux définie par l'Insee en 2022.
Elle est située hors unité urbaine et hors attraction des villes,.

### Occupation des sols
L'occupation des sols de la commune, telle qu'elle ressort de la base de données européenne d’occupation biophysique des sols Corine Land Cover (CLC), est marquée par l'importance des territoires agricoles (89,4 % en 2018), une proportion sensiblement équivalente à celle de 1990 (89,7 %). La répartition détaillée en 2018 est la suivante : 
zones agricoles hétérogènes (56,1 %), terres arables (33,3 %), forêts (10,6 %). L'évolution de l’occupation des sols de la commune et de ses infrastructures peut être observée sur les différentes représentations cartographiques du territoire : la carte de Cassini (XVIIIe siècle), la carte d'état-major (1820-1866) et les cartes ou photos aériennes de l'IGN pour la période actuelle (1950 à aujourd'hui).

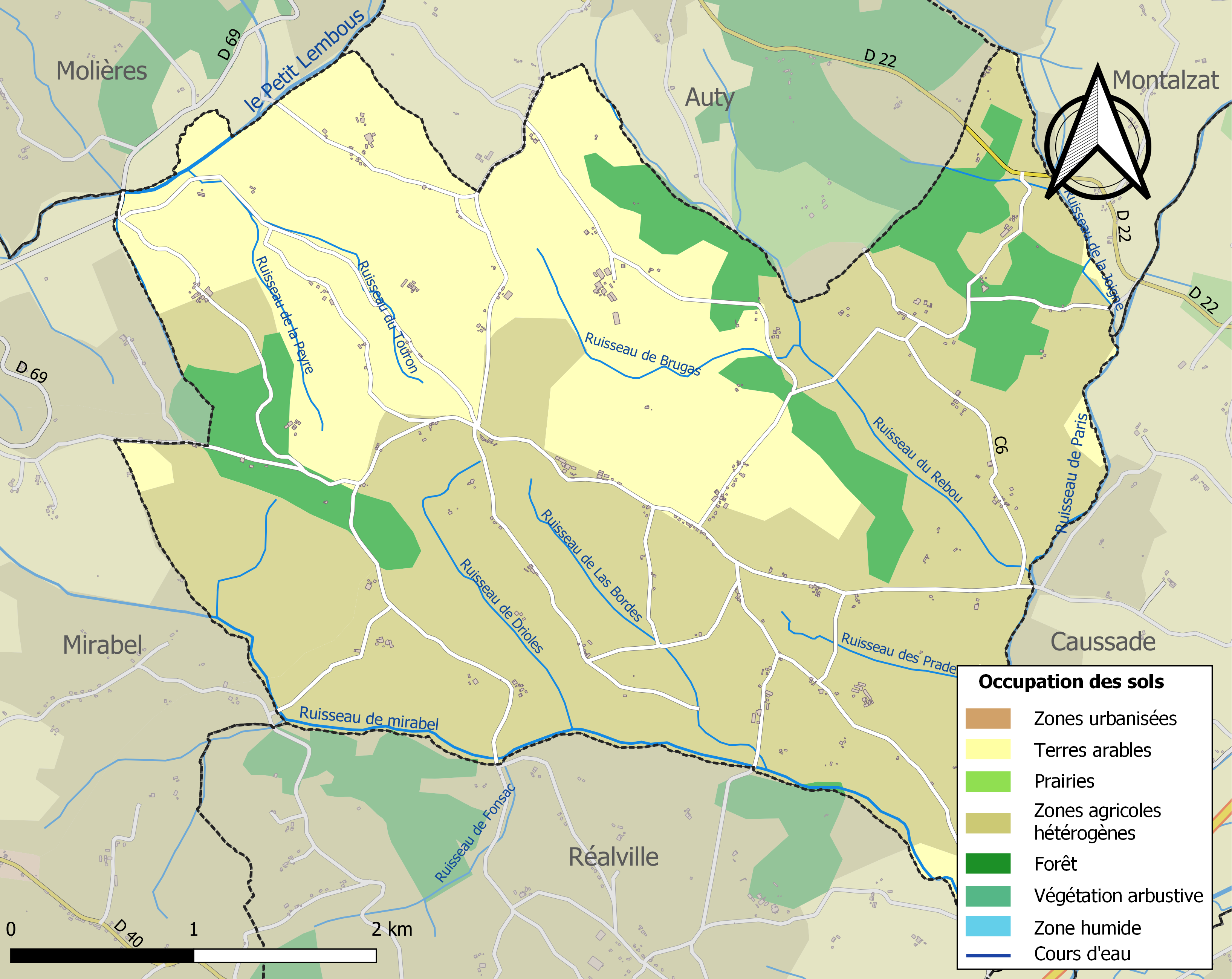
Carte des infrastructures et de l'occupation des sols de la commune en 2018 (CLC).

### Risques majeurs
Le territoire de la commune de Saint-Vincent-d'Autéjac est vulnérable à différents aléas naturels : météorologiques (tempête, orage, neige, grand froid, canicule ou sécheresse), inondations, mouvements de terrains et séisme (sismicité très faible). Il est également exposé à un risque technologique,  le transport de matières dangereuses. Un site publié par le BRGM permet d'évaluer simplement et rapidement les risques d'un bien localisé soit par son adresse soit par le numéro de sa parcelle.

#### Risques naturels
Certaines parties du territoire communal sont susceptibles d’être affectées par le risque d’inondation par débordement de cours d'eau, notamment le Petit Lembous. La cartographie des zones inondables en ex-Midi-Pyrénées réalisée dans le cadre du XIe Contrat de plan État-région, visant à informer les citoyens et les décideurs sur le risque d’inondation, est accessible sur le site de la DREAL Occitanie. La commune a été reconnue en état de catastrophe naturelle au titre des dommages causés par les inondations et coulées de boue survenues en 1982, 1993 et 1999,.
Saint-Vincent-d'Autéjac est exposée au risque de feu de forêt. Le département de Tarn-et-Garonne présentant toutefois globalement un niveau d’aléa moyen à faible très localisé, aucun Plan départemental de protection des forêts contre les risques d’incendie de forêt (PFCIF) n'a été élaboré. Le débroussaillement aux abords des maisons constitue l’une des meilleures protections pour les particuliers contre le feu,.

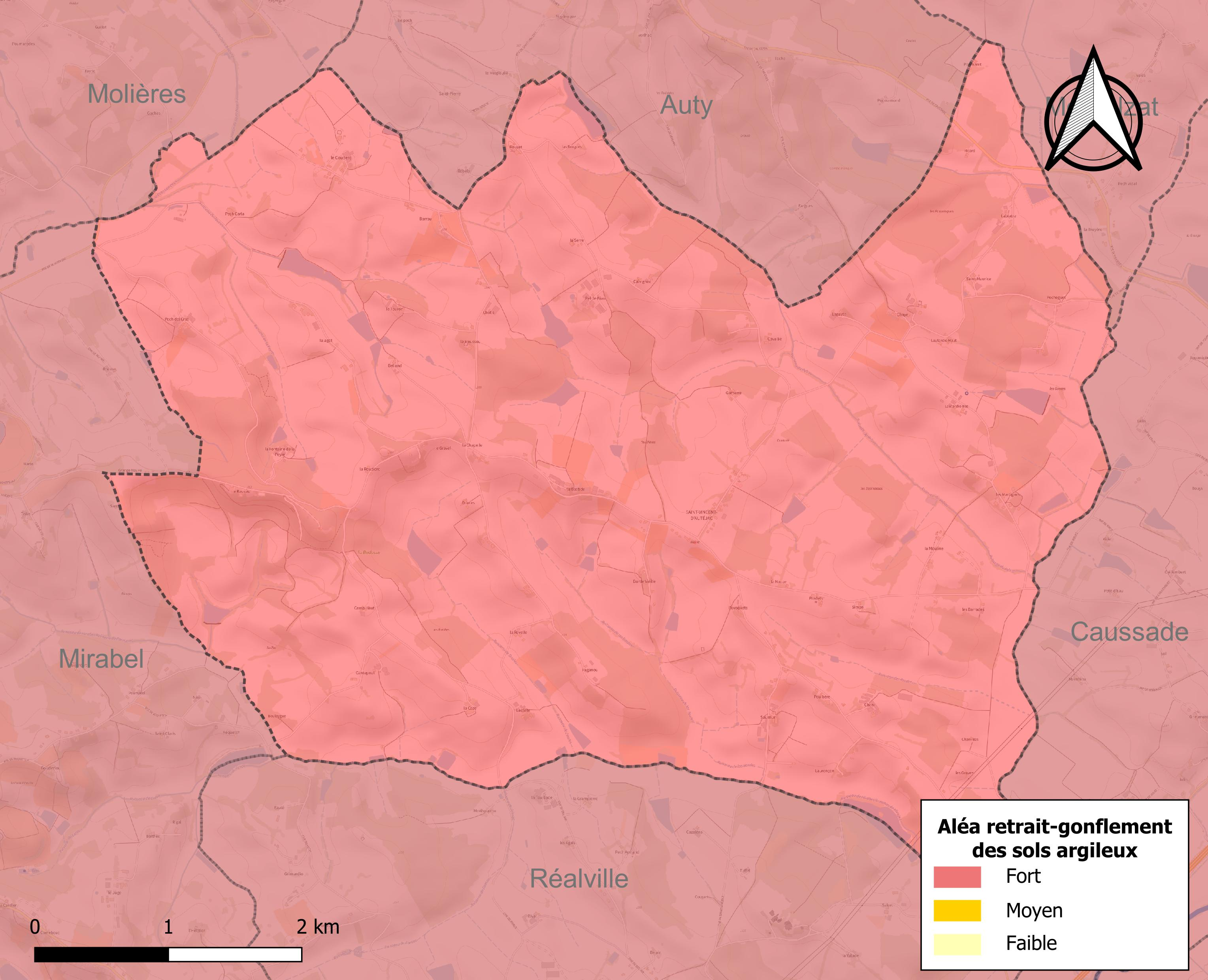
Carte des zones d'aléa retrait-gonflement des sols argileux de Saint-Vincent-d'Autéjac.

Les mouvements de terrains susceptibles de se produire sur la commune sont des tassements différentiels.
Le retrait-gonflement des sols argileux est susceptible d'engendrer des dommages importants aux bâtiments en cas d’alternance de périodes de sécheresse et de pluie. La totalité de la commune est en aléa moyen ou fort (92 % au niveau départemental et 48,5 % au niveau national). Sur les 133 bâtiments dénombrés sur la commune en 2019, 133 sont en aléa moyen ou fort, soit 100 %, à comparer aux 96 % au niveau départemental et 54 % au niveau national. Une cartographie de l'exposition du territoire national au retrait gonflement des sols argileux est disponible sur le site du BRGM,.
Par ailleurs, afin de mieux appréhender le risque d’affaissement de terrain, l'inventaire national des cavités souterraines permet de localiser celles situées sur la commune.
Concernant les mouvements de terrains, la commune a été reconnue en état de catastrophe naturelle au titre des dommages causés par la sécheresse en 2002, 2011, 2012 et 2017 et par des mouvements de terrain en 1999 et 2013.

#### Risques technologiques
Le risque de transport de matières dangereuses sur la commune est lié à sa traversée par des infrastructures routières ou ferroviaires importantes ou la présence d'une canalisation de transport d'hydrocarbures. Un accident se produisant sur de telles infrastructures est susceptible d’avoir des effets graves sur les biens, les personnes ou l'environnement, selon la nature du matériau transporté. Des dispositions d’urbanisme peuvent être préconisées en conséquence.

## Toponymie
La commune était nommée Saint-Vincent le 6 décembre 2014.

## Histoire
La commune de Saint-Vincent-d'Autéjac existe officiellement depuis le 1er janvier 1853. Elle était précédemment paroisse Saint-Vincent de la commune de Réalville.

## Politique et administration

### Administration municipale
Le nombre d'habitants au dernier recensement étant compris entre 100 et 499, le nombre de membres du conseil municipal est de 11.

### Liste des maires
| Période                                  | Période                       | Identité                  | Étiquette | Qualité     |
| ---------------------------------------- | ----------------------------- | ------------------------- | --------- | ----------- |
| Les données manquantes sont à compléter. |                               |                           |           |             |
| 1853                                     | 1855                          | Jean Sicard               | -         |             |
| 1855                                     | 1861                          | Ullin Pelissie du Rausas  | -         |             |
| 1861                                     | 1865                          | Pierre Arnaudis Soulie    | -         |             |
| 1865                                     | 1894                          | Ullin Pelissie du Rausas  | -         |             |
| 1894                                     | 1900                          | Jean David                | -         |             |
| 1900                                     | 1928                          | Guillaume Pelissie        | -         |             |
| 1928                                     | 1945                          | Gérard Pelissie du Rausas | -         |             |
| 1945                                     | 1983                          | Jean Couderc              | -         |             |
| 1983                                     | 1995                          | Roger Ambrayrac           | -         |             |
| 1995                                     | 2008                          | Fernand Couderc           | -         | Agriculteur |
| mars 2008                                | En cours (au 16 juillet 2014) | Nadine Quintard           | DVD       |             |

## Démographie
Ses habitants sont appelés les Autéjaciens.
L'évolution du nombre d'habitants est connue à travers les recensements de la population effectués dans la commune depuis 1856. Pour les communes de moins de 10 000 habitants, une enquête de recensement portant sur toute la population est réalisée tous les cinq ans, les populations de référence des années intermédiaires étant quant à elles estimées par interpolation ou extrapolation. Pour la commune, le premier recensement exhaustif entrant dans le cadre du nouveau dispositif a été réalisé en 2007.

En 2022, la commune comptait 283 habitants, en stagnation par rapport à 2016 (Tarn-et-Garonne : +3,12 %, France hors Mayotte : +2,11 %).
| 1856 | 1861 | 1866 | 1872 | 1876 | 1881 | 1886 | 1891 | 1896 |
| ---- | ---- | ---- | ---- | ---- | ---- | ---- | ---- | ---- |
| 687  | 655  | 632  | 645  | 609  | 580  | 528  | 525  | 514  |

| 1901 | 1906 | 1911 | 1921 | 1926 | 1931 | 1936 | 1946 | 1954 |
| ---- | ---- | ---- | ---- | ---- | ---- | ---- | ---- | ---- |
| 502  | 503  | 506  | 391  | 392  | 369  | 392  | 378  | 363  |

| 1962 | 1968 | 1975 | 1982 | 1990 | 1999 | 2006 | 2007 | 2012 |
| ---- | ---- | ---- | ---- | ---- | ---- | ---- | ---- | ---- |
| 363  | 331  | 280  | 264  | 260  | 296  | 304  | 305  | 279  |

| 2017 | 2022 | - | - | - | - | - | - | - |
| ---- | ---- | - | - | - | - | - | - | - |
| 285  | 283  | - | - | - | - | - | - | - |

## Économie

### Revenus
En 2018, la commune compte 114 ménages fiscaux, regroupant 269 personnes. La médiane du revenu disponible par unité de consommation est de 19 330 € (20 140 € dans le département).

### Emploi
|                | 2008  | 2013   | 2018   |
| -------------- | ----- | ------ | ------ |
| Commune        | 5,6 % | 6,3 %  | 6,6 %  |
| Département    | 8,4 % | 10,2 % | 10,3 % |
| France entière | 8,3 % | 10 %   | 10 %   |

En 2018, la population âgée de 15 à 64 ans s'élève à 184 personnes, parmi lesquelles on compte 74,8 % d'actifs (68,2 % ayant un emploi et 6,6 % de chômeurs) et 25,2 % d'inactifs,. Depuis 2008, le taux de chômage communal (au sens du recensement) des 15-64 ans est inférieur à celui de la France et du département.
La commune est hors attraction des villes,. Elle compte 61 emplois en 2018, contre 53 en 2013 et 58 en 2008. Le nombre d'actifs ayant un emploi résidant dans la commune est de 129, soit un indicateur de concentration d'emploi de 46,8 % et un taux d'activité parmi les 15 ans ou plus de 55,9 %.
Sur ces 129 actifs de 15 ans ou plus ayant un emploi, 47 travaillent dans la commune, soit 36 % des habitants. Pour se rendre au travail, 73,4 % des habitants utilisent un véhicule personnel ou de fonction à quatre roues, 1,6 % les transports en commun, 8,6 % s'y rendent en deux-roues, à vélo ou à pied et 16,5 % n'ont pas besoin de transport (travail au domicile).

### Activités hors agriculture
22 établissements sont implantés  à Saint-Vincent-d'Autéjac au 31 décembre 2019.
Le secteur de l'industrie manufacturière, des industries extractives et autres est prépondérant sur la commune puisqu'il représente 50 % du nombre total d'établissements de la commune (11 sur les 22 entreprises implantées  à Saint-Vincent-d'Autéjac), contre 9,6 % au niveau départemental.

### Agriculture
Le nombre d'exploitations agricoles en activité et ayant leur siège dans la commune est de 26 lors du recensement agricole de 2020 et la surface agricole utilisée de 1642 ha,.

## Culture locale et patrimoine

### Lieux et monuments
- Église Saint-Vincent de Saint-Vincent-d'Autéjac, de type néoclassique datant de la fin du XIXe siècle. L'édifice est référencé dans la base Mérimée et à l'Inventaire général Région Occitanie[33]. De nombreux objets sont référencés dans la base Palissy (voir les notices liées)[33].

## Pour approfondir